# Windows Script Host
Der Windows Script Host (WSH) (früher: Windows Scripting Host) ist in Windows-Betriebssystemen eine COM-basierte Laufzeitumgebung für Skriptsprachen.

## Geschichte
Der WSH lässt sich seit Windows 95 und Windows NT 4.0 verwenden, seit Windows 98 SE und Windows 2000 wird er standardmäßig installiert.
Der Script Host wurde entwickelt, um Anwendern und insbesondere Administratoren die Möglichkeit zu geben, häufig wiederkehrende Vorgänge zu automatisieren. Während Unix, OS/2 und andere Systeme schon lange mit ausgereiften Programmiersprachen gesteuert werden konnten, boten die frühen Microsoft-Betriebssysteme (DOS mit und ohne Microsoft Windows 3.0, Microsoft Windows 3.1, Windows NT 3.5x) nur die sehr begrenzte Steuerungsmöglichkeit mittels Batch-Programmierung.

## Active Scripting
Der WSH kann selbst keine Skripte ausführen, sondern verwendet sogenannte Script Engines. Diese Script Engines lassen sich wiederum in andere Programme bzw. Bibliotheken (z. B. Internet Explorer, Microsoft Office, Active Server Pages, …) einbinden, wodurch diese ebenfalls zu Script Hosts werden. Dieses Konzept wird als Active Scripting (früher ActiveX Scripting) bezeichnet.
Scripting Hosts können Klassen bereitstellen, mit deren Instanzen (Objekte) ein Skript mit dem jeweiligen Host interagieren kann. Im Objektmodell des Windows Script Hosts existiert implizit immer ein Objekt namens WScript, welches zur Kommunikation mit dem Windows Script Host dient und andere Objekte erstellen kann. Dazu zählen u. a. Objekte zur Interaktion mit der Shell oder einem Netzwerk.
Mit dem WSH werden Script Engines für die Programmiersprachen JScript und VBScript mitgeliefert. Weitere Programmiersprachen für den WSH lassen sich nachinstallieren. Ab Windows 11 24H2 ist VBScript eine optionale Komponente, die schrittweise aus dem Betriebssystem entfernt werden soll.

## Sicherheit
Aus Sicherheitsgründen ist es möglich, den WSH abzuschalten, denn Malware (z. B. Ransomware) verwendet ihn relativ häufig.